# Gettysburg (Ohio)
Gettysburg es una villa ubicada en el condado de Darke en el estado estadounidense de Ohio. En el Censo de 2010 tenía una población de 513 habitantes y una densidad poblacional de 453,25 personas por km².

## Geografía
Gettysburg se encuentra ubicada en las coordenadas 40°6′58″N 84°29′46″O / 40.11611, -84.49611. Según la Oficina del Censo de los Estados Unidos, Gettysburg tiene una superficie total de 1.13 km², de la cual 1.13 km² corresponden a tierra firme y (0.23%) 0 km² es agua.

## Demografía
Según el censo de 2010, había 513 personas residiendo en Gettysburg. La densidad de población era de 453,25 hab./km². De los 513 habitantes, Gettysburg estaba compuesto por el 97.47% blancos, el 0.39% eran afroamericanos, el 0% eran amerindios, el 0.19% eran asiáticos, el 0% eran isleños del Pacífico, el 0.19% eran de otras razas y el 1.75% pertenecían a dos o más razas. Del total de la población el 0.58% eran hispanos o latinos de cualquier raza.